# Piptocarpha robusta
Piptocarpha robusta é uma espécie de planta do gênero Piptocarpha e da família Asteraceae.

## Taxonomia
A espécie foi descrita em 1969 por Graziela Barroso.
O seguinte sinônimo já foi catalogado:
- Piptocarpha santosii  H. Rob.

## Forma de vida
É uma espécie terrícola, arbustiva e arbórea.

## Conservação
A espécie faz parte da Lista Vermelha das espécies ameaçadas do estado do Espírito Santo, no sudeste do Brasil. A lista foi publicada em 13 de junho de 2005 pelo Governo do Estado, por intermédio do Decreto nº 1.499-R.

## Distribuição
A espécie é endêmica do Brasil e encontrada nos estados brasileiros de Bahia, Espírito Santo e Minas Gerais.  A espécie é encontrada no domínio fitogeográfico de Mata Atlântica, em regiões com vegetação de floresta ombrófila pluvial.